# Trinadtsat
Trinadtsat (Тринадцать, lit. "Treze"; no Brasil, Os Treze) é um filme soviético de aventura e guerra de 1937 dirigido por Mikhail Romm.

## Sinopse
Dez soldados do Exército Vermelho escoltavam três cíveis pelo deserto quando se deparam com ruínas duma mesquita. Após encontrarem armas escondidas num poço, eles concluem que o local é uma base Basmachi. O comandante, por sua vez, decide combater os rebeldes enquanto aguarda reforços.

## Elenco
- Ivan Novoseltsev como Ivan Zhuravlyov
- Yelena Kuzmina como Marya Nikolaevna Zhuravlyova
- Aleksandr Chistyakov como Aleksandr Petrovich Postnikov
- Andrey Fayt como Skuratov
- Ivan Kuznetsov como Yusuf Akchurin

## Produção e lançamento
Trinadtsat surgiu a partir de uma comissão para fazer uma versão socialista do filme de John Ford A Patrulha Perdida (1934). Mikhail Romm, o diretor do filme, aceitou, e foi com sua equipe e elenco gravar o filme nas "areias escaldantes" do Turcomenistão. O filme foi lançado em 8 de maio de 1937. Foi exibido em outubro do mesmo ano em Paris, no Pavilhão Soviético da Exposição Internacional de Paris. Em janeiro de 1938, foi exibido para membros da Cabinet e uma audiência selecionada, na Nova Zelândia. Como parte do projeto KARO.Art (КАРО.Арт), o cinema KARO 9 Atrium (КАРО 9 Атриум) exibiu um "ciclo de mini-retrospectivas" dedicado a Mikhail Romm, que começou com a exibição de Trinadtsat e foi acompanhado por comentários de especialistas "do ponto de vista do contexto cultural e histórico".

## Recepção e legado
Um escritor para o The encyclopedia of film disse que Trinadtsat se tranformou em um "drama emocionante e compassivo de faroeste". De acordo com o IFFR, "O heroísmo no filme de Romm é de um tipo nada espetacular - nenhuma ferida é mostrada, nenhum grito é ouvido. Esse pathos discreto é incomum no cinema soviético dos anos 1930 e garantiu o frescor e o apelo duradouro do filme." O filme foi um dos primeiros do gênero basmachi e "possui fortes afinidades visuais e temáticas, com faroestes contemporâneos".
| “ | A descrição elegíaca [do filme] na história oficial de outra forma túrgida do Cinema Soviético dá uma impressão vívida da estética que muitos exemplos posteriores do gênero procurou reproduzir: "deserto desabitado, as dunas ondulantes, finos riachos de areia em ruínas, e uma sequência solitária de cavaleiros, baleados como se em negativo, movendo-se como silhuetas negras espasmódicas na areia branca." | ” |

O filme de 1943 Sahara, escrito por John Howard Lawson, foi adaptado de Trinadtsat, e ele viu Sahara como uma "versão internacionalizada" deste.
Trinadtsat foi o primeiro filme de Romm que lhe trouxe amplo reconhecimento e, durante sua vida, ele teve um cult following. O único papel feminino do filme foi interpretado por Elena Kuzmina, que mais tarde se tornou a esposa do diretor.